# Boussay (Loire-Atlantique)
Boussay (bretonisch Beuzid-Klison; Gallo: Bóczaè) ist eine französische Gemeinde mit 2814 Einwohnern (Stand: 1. Januar 2022) im Département Loire-Atlantique in der Region Pays de la Loire; sie gehört zum Arrondissement Nantes und zum Kanton Clisson.
Die Einwohner werden Boussirons genannt.

## Geographie
Boussay liegt etwa 33 Kilometer südöstlich von Nantes am Fluss Sèvre Nantaise an der Grenze zum Département Maine-et-Loire.

### Nachbargemeinden
Umgeben ist Boussay von den Nachbargemeinden Gétigné im Norden und Nordwesten, Sèvremoine im Norden und Osten, La Bruffière im Süden sowie Cugand-la-Bernardière im Westen.

## Bevölkerungsentwicklung
| Jahr      | 1962 | 1968 | 1975 | 1982 | 1990 | 1999 | 2006 | 2017 |
| Einwohner | 2061 | 2106 | 2040 | 2161 | 2316 | 2361 | 2548 | 2621 |

## Sehenswürdigkeiten

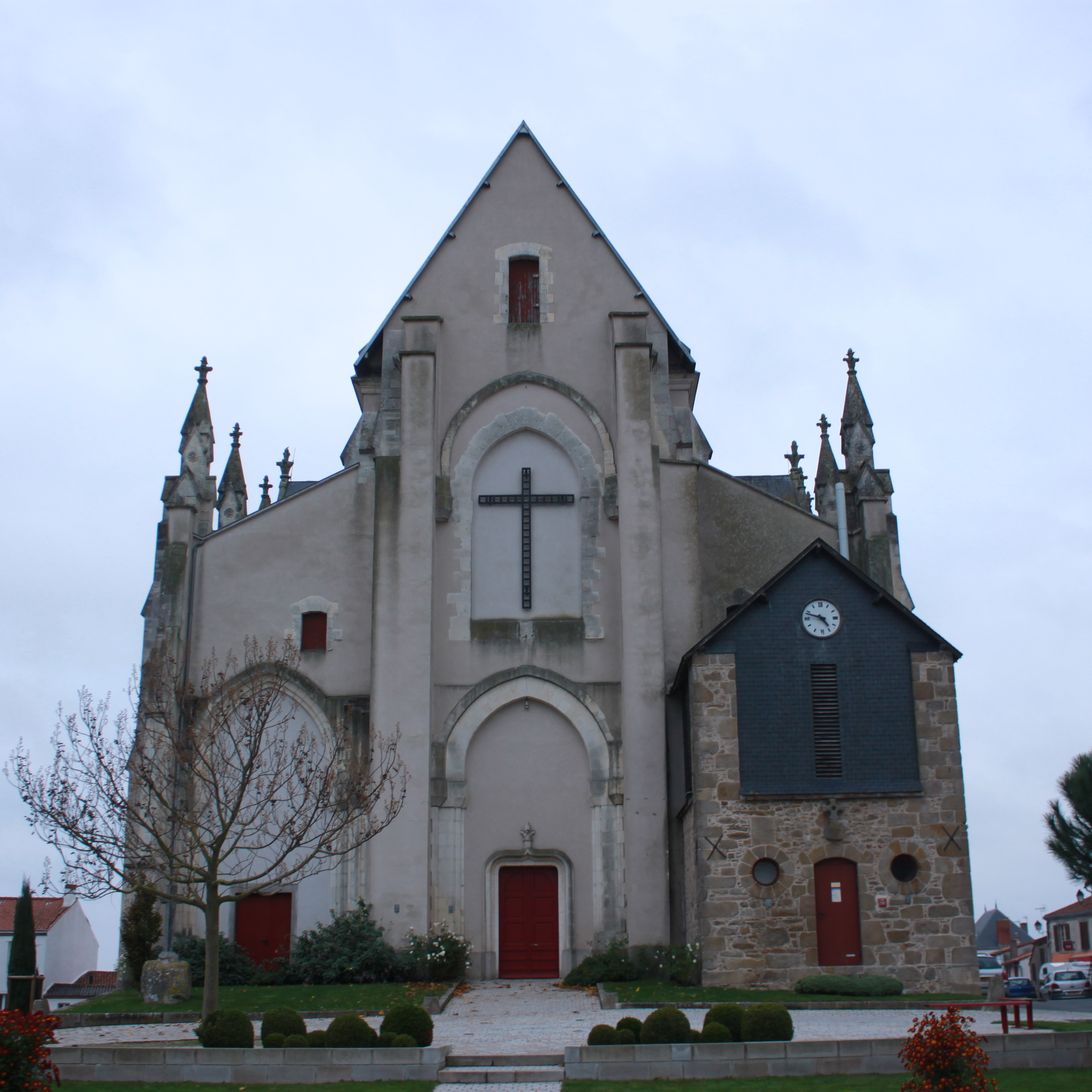
Kirche Sainte-Radegonde-Saint-Sébastien

- Kirche Sainte-Radegonde-Saint-Sébastien von 1872